# Baleine pygmée
Caperea marginata
Genre
Espèce
Répartition géographique
Statut de conservation UICN

 LC  : Préoccupation mineure
Statut CITES
La Baleine pygmée (Caperea marginata) est une espèce de baleines à fanon, la seule de la famille des Neobalaenidae. C'est le plus petit cétacé à fanons. 

## Description et caractéristiques
Son poids varie de 3 à 3,5 tonnes et sa taille de 4,5 à 7 mètres. Plus petite des baleines à fanons, depuis sa description au XIXe siècle l’espèce n’a quasiment jamais été observée en mer (moins de 25 fois en 2008) et est connue essentiellement par quelques spécimens échoués. Son aire de répartition est limitée à l’hémisphère austral et est considérée comme circumpolaire.

Baleine pygmée adulte à l'échelle humaine.

## Origine et position phylogénétique
Jusqu'à récemment, cette espèce de baleine était le seul membre du genre Caperea et de la famille des Neobalaenidae. Mais en décembre 2012, les paléontologues R. Ewan Fordyce et Felix G. Marx ont comparé les os du crane de la baleine pygmée avec ceux d'espèces éteintes de cétacés. Ils ont découvert que la baleine pygmée serait proche des membres éteints de la famille des Cetotheriidae, rendant la baleine pygmée un survivant de cette famille éteinte.